# Requiem for My Bride
Requiem for My Bride – album koncepcyjny i drugi album studyjny zespołu Hellfire, nagrany w DBX-Studio w warszawie, a wydany 28 marca 2005 roku przez wytwórnię Sonic Age Records.

## Lista utworów
1. „Fallen Mary” – 1:05
2. „Road to Hell” – 5:05
3. „The House” – 5:52
4. „Needle Dance” – 5:20
5. „Twist of Knife” – 5:24
6. „Wired Tale / Deadly Lullaby” – 7:31
7. „Insidious Treat” – 5:51
8. „Defection” – 6:50
9. „... The Answer” – 7:43

## Muzycy
- Tomasz Twardowski – wokal
- Artur Grabowski – gitara, gitara basowa
- Jakub Olejnik – gitara
- Grzegorz Olejnik – perkusja